# La ragazza dei lillà
La ragazza dei lillà è un film del 1986 diretto da Flavio Mogherini.
Il soggetto è liberamente tratto dal romanzo Il grande tumulo di Giovanni Nicosia.

## Trama
Larth è un archeologo appassionato di civiltà etrusca, sulle tracce di una famosa tomba reale. Vasco è un albergatore della zona che si è arricchito razziando le tombe e vendendo i loro tesori. Una notte Larth, mentre è intento ai suoi scavi, sente degli spari provenire dal museo e vede una macchina rossa allontanarsi. La mattina dopo viene a sapere che il custode è stato ucciso ed importanti opere d'arte sono state trafugate. 
Larth prosegue le sue ricerche, stimolato anche dalla moglie Eleonora e dall'amico Albert, esperto di archeologia, al quale un professore svedese ha chiesto consulenza per iniziare una serie di scavi intesi a scoprire la tomba reale. Frattanto nella vita dell'archeologo entra Tania, una bellissima tredicenne, nipote di Vasco, che turba il maturo studioso. Tania vorrebbe sedurre Larth nonostante la Eleonora s'accorga delle sue mosse; ma l'uomo non cede alla ragazzina. La sua tranquillità e il suo rapporto con la moglie sono però messi in crisi. Vasco, con alcuni complici, vorrebbe arrivare alla tomba del re per far soldi vendendo i reperti. Larth alla fine entra per primo nel tumulo e tra le varie opere d'arte vede il sarcofago di Thannìa, la famosa principessa etrusca da lui sognata; il suo corpo è intatto e rassomiglia in maniera stupefacente a Tania. Ma è solo un attimo: la visione scompare e agli occhi di Larth rimane solo uno scheletro ricoperto di polvere. Nella tomba entrano pure Albert e Vasco; quest'ultimo, per toccare i reperti incautamente fa crollare una volta del sotterraneo e rimane bloccato sotto le macerie con una gamba. Viene salvato a fatica; ma Larth deluso, fa saltare in aria tutta la tomba con i suoi tesori.

## Produzione
Brigitta Boccoli aveva 13 anni all'epoca delle riprese. Parlando delle sue scene di nudo, ha detto: "Era un film di qualità, sì, però io ero giovane e non capivo, e i miei non mi rimproverarono, anzi ...Quasi tutti hanno visto la pubblicità sui giornali o il promo e hanno pensato che fosse porno. I miei amici mi scansavano".